# Sayd Errim
Sayd Errim (arabe : صيد الريم, littéralement La Chasse aux gazelles, est un feuilleton télévisé tunisien en langue arabe, en vingt épisodes, réalisé par Ali Mansour d'après un scénario de Rafika Boujday, diffusé sur la chaîne Tunisie 21 durant le mois de ramadan 2008.
Le harcèlement sexuel au travail y est traité au travers du parcours d'ouvrières d'une usine textile soumises à la volonté de leur patron et qui acceptent ce harcèlement comme une fatalité. La scénariste Boujday souhaite mettre l'accent sur la gravité du phénomène grâce au personnage de Mariem.
Saber Rebaï interprète le générique de la série.

## Synopsis
Mariem, une jeune fille vendeuse de fricassés vivant avec sa famille pauvre, est obligée de quitter son travail pour harcèlement. Elle se retrouve couturière dans une usine où elle est séduite par son patron Raîf, qui un jour la viole. Une nuit, à la suite d'un accident, elle perd son enfant ainsi que celui de son patron et se retrouve à l'hôpital. Après avoir déçu sa famille, Mariem se suicide.
Cinq ans après, la famille est de plus en plus pauvre. La sœur de Mariem, Rim, décide donc d'aller travailler dans la même usine pour pouvoir gagner de l'argent et venger sa sœur morte à cause de Raîf.

## Distribution
- Fethi Haddaoui : Raîf (directeur de l'usine de textile)
- Raouf Ben Amor : Adnane (cousin de Raîf ; directeur de l'usine de textile)
- Aïcha Khiari : Mariem (vendeuse de fricassés puis couturière de l'usine)
- Sana Kassous : Rim (étudiante en droit ; sœur de Mariem)
- Afef Ben Mahmoud : Narjes (secrétaire de Raîf)
- Mohamed Ali Ben Jemaa : Skander (fils de Raîf)
- Lotfi Abdelli : Souheil (mécanicien de l'usine)
- Amel Alouane : Amel (épouse d'Adnane)
- Dalila Meftahi : Mongia (mère de Mariem et Rim)
- Abdelaziz Meherzi : Taher (père de Mariem et Rim)
- Manel Abdelkoui : Malika (couturière de l'usine ; amie de Mariem)
- Naïma El Jeni : Nejma (couturière de l'usine)
- Leila Chebbi : Wajiha (secrétaire d'Adnane)
- Kabil Sayari : Brahim (frère de Mariem et Rim)
- Nedra Lamloum : Sabeh (couturière de l'usine)
- Monia Ouertani : Dalenda (cheffe d'atelier de l'usine)
- Issa Harrath : Salem (père de Malika)
- Alaeddine Ayoub : Abdelmlak (frère de Malika)
- Taoufik El Ayeb : Gaddour (ouvrier de l'usine ; époux de Malika)
- Latifa Gafsi : Sallouha (mère de Gaddour)
- Elyes Gherairi : Manaâ (frère de Mariem et Rim)
- Nourhene Bouzaiene : Besma (amie de Narjes)

## Récompenses
La série reçoit plusieurs récompenses, dont le prix de la création et le prix du meilleur espoir pour Kabil Sayari lors du Festival des médias arabes 2008 au Caire.

## Critiques
En 2012, à l'occasion d'une rediffusion de la série, la Fédération nationale du textile réitère ses critiques de 2008 et demande l'arrêt de la diffusion. Elle estime en effet que plusieurs scènes donnent une image négative des personnes actives dans le secteur du textile.